# 5992 Nittler
5992 Nittler este un asteroid din centura principală de asteroizi.

## Descriere
5992 Nittler este un asteroid din centura principală de asteroizi. A fost descoperit pe 28 februarie 1981 la Siding Spring de Schelte J. Bus. Asteroidul prezintă o orbită caracterizată de o semiaxă mare de 2,68 ua, o excentricitate de 0,09 și o înclinație de 8,9° în raport cu ecliptica.